# Iván Helguera
Iván Helguera Bujía (Santander, 28 de março de 1975) é um ex-futebolista espanhol que atuava como zagueiro ou volante.

## Carreira

### Inicio
Helguera jogou no Manchego e no Albacete, de onde em 1998, partiu para jogar na Roma, da Itália. Não conseguiu se adaptar ao estilo de jogo italiano e voltou para a Espanha para jogar no Espanyol, de Barcelona, um ano depois.

### Real Madrid
Chegou no início de 1999 e no meio da temporada 1999–00 foi para o Real Madrid, onde jogou até 2007, na fase dos Galácticos. Conquistou diversos troféus pelo Real, com destaque para dois títulos da Liga dos Campeões da UEFA e três da La Liga (Campeonato Espanhol).

### Valencia
Depois se transferiu para o Valencia onde disputou 43 partidas, mas o clube decidiu rescindir o contrato por falta comprometimento com o clube.

## Seleção Nacional
Estreou pela Seleção Espanhola no dia 18 de novembro de 1998, num amistoso fora de casa contra a Itália, que terminou empatado em 2 a 2. Helguera representou seu país na Euro 2000, na Copa do Mundo FIFA de 2002 e na Euro 2004. Não foi convocado para a Copa do Mundo FIFA de 2006 por opção do treinador Luis Aragonés, que preferiu levar Carlos Marchena, Carles Puyol, Pablo Ibáñez e Juanito.

## Títulos
Real Madrid
- Liga dos Campeões da UEFA: 1999–00 e 2001–02
- La Liga: 2000–01, 2002–03 e 2006–07
- Supercopa da Espanha: 2001 e 2003
- Supercopa da UEFA: 2002
- Copa Intercontinental: 2002

Valencia
- Copa do Rei: 2007–08